# Reinhold Heil
Reinhold Heil (* 18. Mai 1954 in Schlüchtern, Hessen) ist ein deutscher Komponist, Tonmeister, Produzent, Pianist, Keyboarder und Sänger.

## Leben
Heils Vater und Großvater waren Inhaber eines Elektrogeschäftes in Schlüchtern. Er wuchs in einer katholischen Familie auf und hat zwei Schwestern und einen Bruder. Er besuchte das Ulrich-von-Hutten-Gymnasium in seiner Geburtsstadt. Als Orgelschüler von Ottmar Reck hatte er einen Schlüssel der katholischen Kirche von Schlüchtern. Er studierte in den 1970er-Jahren Tonmeister an der Hochschule der Künste (HdK, heutige Universität der Künste, UdK) in Berlin. Anschließend war er Musiker in fünf unterschiedlich erfolgreichen Bands und ist an der Musik verschiedener Projekte und Musiker beteiligt.
1997 zog Heil wegen seiner Frau, einer US-Amerikanerin, nach Kalifornien. Ab 2010 wohnte er in Downtown Los Angeles. Er erwarb die Staatsbürgerschaft der USA. Seit 2021 lebte Heil auf Hawaii, wo er sich ein Studio eingerichtet hatte, in dem er arbeitete. Seit Oktober 2024 wohnt er in Italien. Er hat zwei Kinder, geboren etwa 1999 und 2001.
Häufig arbeitet er mit dem Komponisten Johnny Klimek zusammen. Gemeinsam sind sie für die Filmmusik beinahe aller Tom-Tykwer-Filme verantwortlich.

## Musiker
Bandmitglied
- Bakmak (Jazz) 1973–1978;
- Nina Hagen Band (mit Nina Hagen, Herwig Mitteregger, Manfred Praeker und Bernhard Potschka; deutschsprachiger Punk und Rock) 1977–1979;
- Spliff (gleiche Besetzung ohne Nina Hagen; deutschsprachiger Rock) 1979–1985, außer dem ersten Album The Spliff Radio Show (1980) auf Englisch mit Sänger Alf Klimek (Bruder von Johnny Klimek);
- Cosa Rosa (mit seiner Lebensgefährtin Rosemarie Precht (†); deutschsprachiger Pop) 1982–1986;
- Froon (mit Praeker, Potschka und Lyndon F. Connah; englischsprachiger Rock) 1987–1988.

Mitwirkender
Projekte und Musiker, bei denen Reinhold Heil mitwirkte, sind Simon Bonney, Jasmine Bonnin, Chime, Curt Cress, Thomas D. und Franka Potente, Froon, Annette Humpe, Interzone, Mad Romeo, Maloo, Manfred Maurenbrecher, Ulla Meinecke, Rainbirds, Rio Reiser, Stephan Remmler, Marianne Rosenberg, Stefan Waggershausen, Kim Wilde.
Des Weiteren produzierte er die ersten drei Nena-Alben und zeichnet für die Theater-Musik zur Shakespeare-Inszenierung von Katharina Thalbach am Berliner Schillertheater verantwortlich.

## Soundtracks (Auswahl)
- 1997: Winterschläfer
- 1998: Lola rennt
- 1999: Tatort: Offene Rechnung
- 2000: Der Krieger und die Kaiserin
- 2001: Tangled
- 2002: One Hour Photo
- 2002: Bang, Bang, Du bist tot (Bang, Bang, You’re Dead)
- 2004: Alice Paul – Der Weg ins Licht (Iron Jawed Angels)
- 2004–2006: Deadwood (Fernsehserie)
- 2005: Sophie Scholl – Die letzten Tage
- 2005: Land of the Dead
- 2005: The Cave
- 2006: Das Parfum – Die Geschichte eines Mörders
- 2007: Blood and Chocolate
- 2007: John from Cincinnati (Miniserie)
- 2007: Anamorph – Die Kunst zu töten (Anamorph)
- 2008: Ein tödlicher Anruf (One Missed Call)
- 2008: Die Robert und Andrew Kissel Story (The Two Mr. Kissels, Fernsehfilm)
- 2009: The International
- 2010: Teufelskicker
- 2010: Bis aufs Blut – Brüder auf Bewährung
- 2010: Drei
- 2010: Tomorrow, When the War Began
- 2011: Killer Elite
- 2012: Awake (Fernsehserie)
- 2012: Cloud Atlas
- 2013: Haunt
- 2014: I, Frankenstein
- 2014: Legends (Fernsehserie)
- 2014–2015: Helix (Fernsehserie)
- 2015: Deutschland 83 (Fernsehserie)
- 2016: Berlin Station (Fernsehserie)
- 2019: Running with the Devil
- 2022: Tatort: Spur des Blutes
- 2022: Liebe Angst
- 2024: Concordia – Tödliche Utopie (Fernsehserie)

## Auszeichnungen
- 2000: Nominierung für den Chicago Film Critics Association Award für Lola rennt (gemeinsam mit Tom Tykwer und Johnny Klimek)
- 2003: Nominierung für den Saturn Award für die Filmmusik zu One Hour Photo (gemeinsam mit Johnny Klimek)
- 2003–2006: ASCAP Award für die Musik zur Fernsehserie Without a Trace – Spurlos verschwunden (gemeinsam mit Johnny Klimek)
- 2006: Nominierung für den Deutschen Filmpreis für die Musik zu Das Parfum – Die Geschichte eines Mörders (gemeinsam mit Tom Tykwer und Johnny Klimek)
- 2007: Nominierung für den Saturn Award für die Musik zu Das Parfum – Die Geschichte eines Mörders (gemeinsam mit Tom Tykwer und Johnny Klimek)
- 2007: Nominierung für den Europäischen Filmpreis für die Musik zu Das Parfum – Die Geschichte eines Mörders (gemeinsam mit Tom Tykwer und Johnny Klimek)
- 2009: Nominierung für den World Soundtrack Award in der Kategorie Beste Filmmusik des Jahres für The International (gemeinsam mit Tom Tykwer und Johnny Klimek)
- 2010: If Award für die Filmmusik zu Tomorrow, When the War Began (gemeinsam mit Johnny Klimek)
- 2011: Nominierung für den Deutschen Filmpreis für die Musik zu Drei (gemeinsam mit Tom Tykwer, Johnny Klimek und Gabriel Isaac Mounsey)
- 2013: Nominierung für den Golden Globe Award für die Musik zu Cloud Atlas (gemeinsam mit Tom Tykwer und Johnny Klimek)
- 2013: Nominierung für den Deutschen Filmpreis für die Musik zu Cloud Atlas (gemeinsam mit Tom Tykwer und Johnny Klimek)
- 2016: Grimme-Preis für die Musik zu Deutschland 83
- 2023: Deutscher Filmmusikpreis als Ehrenpreis National[9]